# Kőröstetétlen
Kőröstetétlen è un comune dell'Ungheria di 906 abitanti (dati 2001) situato nella contea di Pest, nell'Ungheria settentrionale.